# Hulikatti, Harapanahalli
Hulikatti là một làng thuộc tehsil Harapanahalli, huyện Davanagere, bang Karnataka, Ấn Độ.